# Raymond Yip
Raymond Yip Wai-man (葉偉民) (nascut el 1966) és un director de cinema de Hong Kong.

## Filmografia
- 1993 The Kung Fu Cult Master - directo assistent.[2]
- 1995 Sixty Million Dollar Man - guionista, Director.
- 1998 Portland Street Blues - Director.[3]
- 2000 For Bad Boys Only
- 2000 Those Were the Days...
- 2002 Beauty and the Breast
- 2003 Anna in Kungfuland
- 2010 Bruce Lee, My Brother
- 2010 Lost on Journey
- 2012 Blood Stained Shoes
- 2014 The House That Never Dies
- 2015 Tales of Mystery
- 2016 Phantom of the Theatre
- 2017 Cook Up a Storm[4]